# Cody Walker
Cody Beau Walker, född 13 juni 1988 i Los Angeles, är en amerikansk skådespelare. 
Han inledde sin karriär som skådespelare 2015 i storfilmen Fast & Furious 7. I filmen slutförde han scener som saknades efter att huvudrollsinnehavaren tillika hans bror Paul Walker omkommit i en bilolycka.

## Filmografi

### Filmer
- Abandoned Mine
- Furious 7
- Shadow Wolves
- USS Indianapolis: Men of Courage
- The Last Full Measure
- The Jungle Demon

### Tv serier
- In the Rough
- I Am Paul Walker

### Musik videos
- The Difference (Goshdamn)
- Chasing Me